# آرتور بلکبرن (بازیکن فوتبال)
آرتور بلکبرن (انگلیسی: Arthur Blackburn؛ 1876 – ۱۹۳۸ (۶۱−۶۲ سال)) بازیکن فوتبال اهل بریتانیا بود.
از باشگاه‌هایی که در آن بازی کرده‌است می‌توان به باشگاه فوتبال ولینگ‌بورو تاون، باشگاه فوتبال ساوت‌همپتون، و باشگاه فوتبال بلکبرن روورز اشاره کرد.